# 斯隆廣場

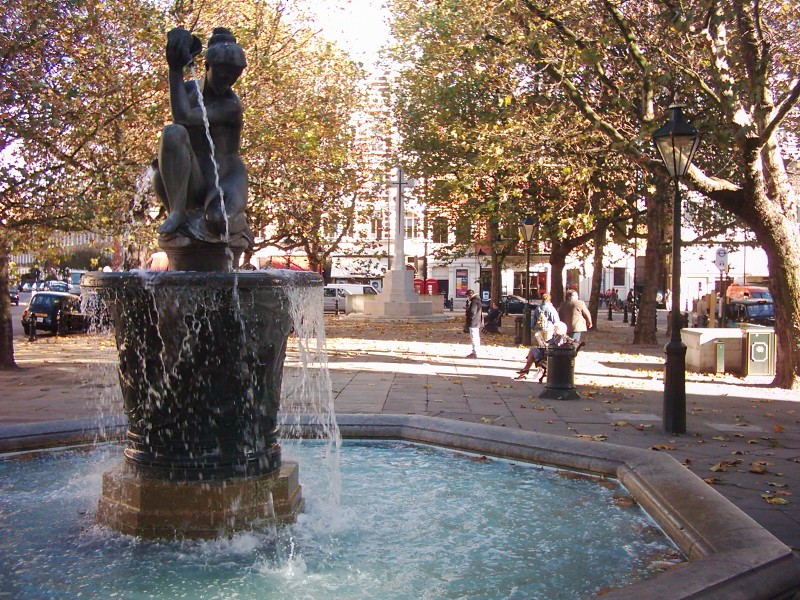
斯隆廣場的噴泉

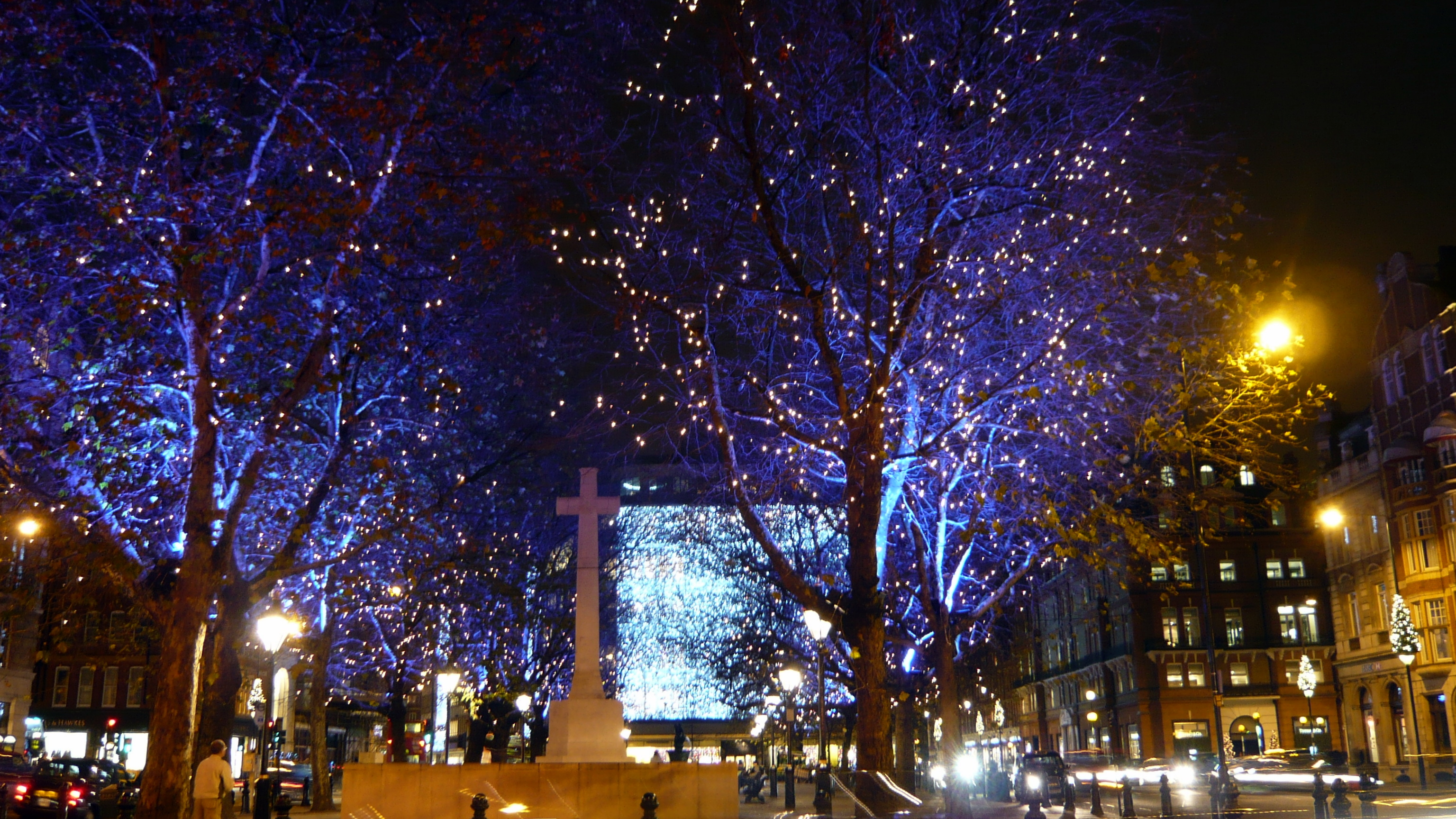
斯隆廣場聖誕節燈飾

斯隆廣場（英語：Sloane square）是位於英國倫敦肯辛頓-切爾西皇家自治市的一個公園，距查令十字有2.8公里。廣場名稱來自於著名醫師漢斯·斯隆。廣場附近有一條斯隆街。斯隆廣場地區雖然面積不大，但聚集了眾多時裝店和安靜的公寓，是倫敦的高級住宅區之一。英國時尚界用語Sloane Ranger和Sloaney即來自於斯隆廣場。斯隆廣場中央的噴泉是英國的二級登錄建築 。

## 外部連結
- Sloanesquare.com （页面存档备份，存于）
- Sloane Street website （页面存档备份，存于）

51°29′33″N 0°09′26″W / 51.492521°N 0.157188°W